# Viola Davis

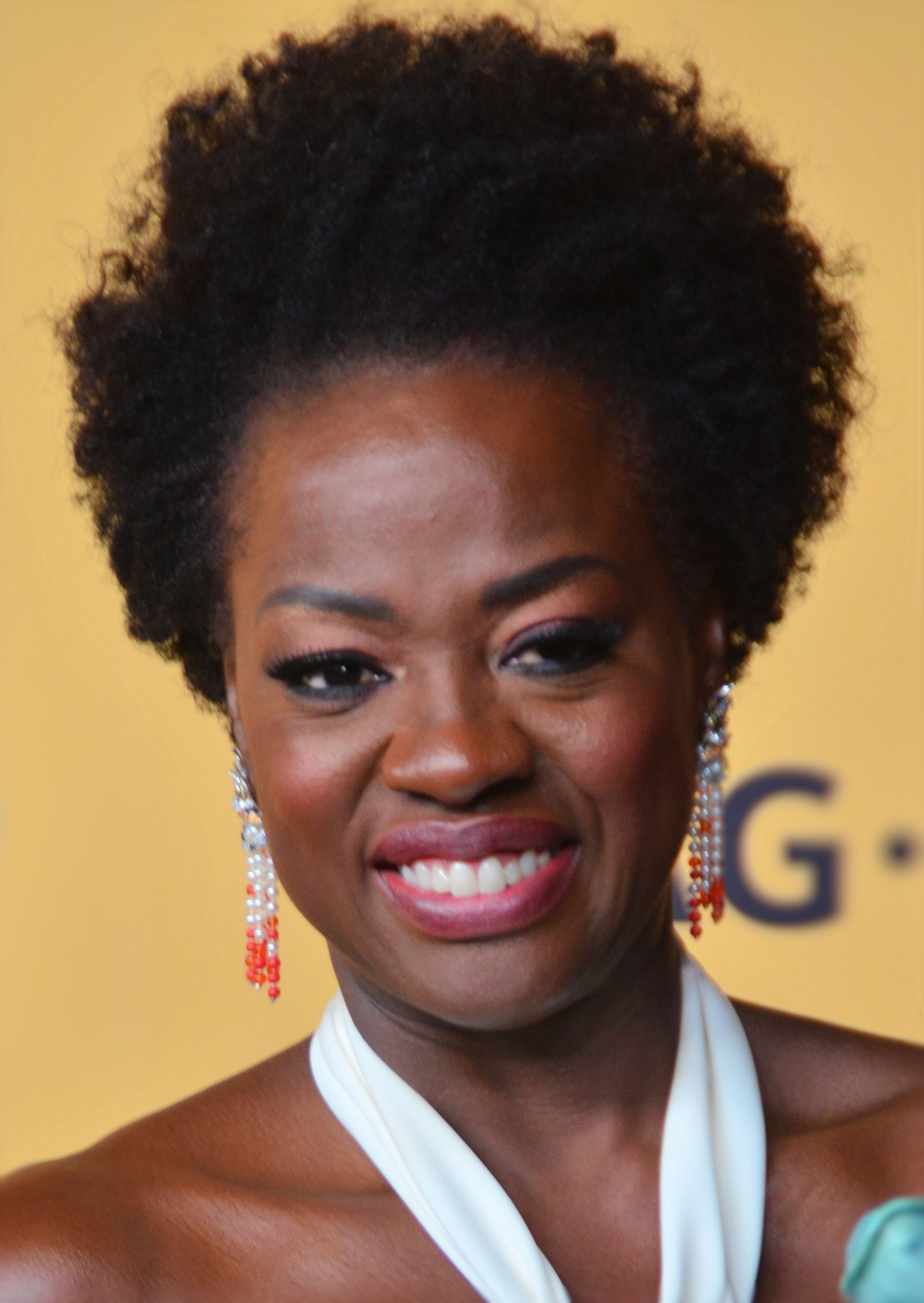
Viola Davis (2015)

Viola Davis (* 11. August 1965 in Saint Matthews, South Carolina) ist eine US-amerikanische Schauspielerin. Neben ihrer Arbeit im Theater hat sie seit Mitte der 1990er-Jahre in über 90 Film- und Fernsehproduktionen mitgewirkt, überwiegend Dramen.
Sie ist eine der wenigen Künstlerinnen, die alle wichtigen Darstellerpreise in der amerikanischen Unterhaltungsindustrie erhalten haben – einen Emmy (2015 als erste afroamerikanische Hauptdarstellerin in einer Dramaserie für How to Get Away with Murder), einen Grammy (2023 für die Audio-Fassung ihres Buches Finding Me), einen Oscar (2017 für ihre Nebenrolle in Fences) und zwei Tony Awards (2001 als beste Nebendarstellerin für das Stück King Hedley II, 2010 als beste Hauptdarstellerin für Fences).

## Leben

### Familie und Ausbildung
Viola Davis wurde auf der Farm ihrer Großmutter geboren, wuchs aber mit ihrer Schwester in Central Falls, Rhode Island, in ärmlichen Verhältnissen auf. Ihr Vater arbeitete als Pferdepfleger sowie Trainer. Er war alkoholabhängig und galt als gewalttätig. Ihre Mutter war als Fabrikarbeiterin angestellt und engagierte sich als Aktivistin in der Bürgerrechtsbewegung. An der High School in Central Falls entdeckte Davis ihre Liebe für die Schauspielerei. 1988 schloss sie das Rhode Island College im Fach Theaterkunst ab, dem sich ein vierjähriges Schauspielstudium an der renommierten Juilliard School anschloss.
Davis ist seit 2003 mit dem Schauspieler Julius Tennon verheiratet. 2011 adoptierten die beiden ein Mädchen. Des Weiteren ist sie die Stiefmutter von Tennons zwei Söhnen aus früheren Beziehungen. Gemeinsam gründete das Paar auch die Produktionsfirma JuVee, mit der Davis an einer Biografie über die afroamerikanische Bürgerrechtlerin Barbara Jordan arbeitete. 2016 zierte sie, fotografiert von Annie Leibovitz, das Cover der Zeitschrift Vanity. Ein Jahr später erhielt sie für ihr Wirken im Kino einen Stern auf dem Hollywood Walk of Fame (7013 Hollywood Blvd.).

### Karriere
Davis debütierte 1996 in der Nebenrolle der Vera in dem August-Wilson-Stück Seven Guitars am New Yorker Broadway, für das sie sogleich für den wichtigsten Theaterpreis Tony nominiert wurde und einen Theatre World Award gewann. Im selben Jahr gab sie auch ihr Filmdebüt an der Seite von Tony Goldwyn, Timothy Hutton und Sarah Jessica Parker in einer kleinen Nebenrolle im Filmdrama The Substance of Fire (1996). In der Fernsehkomödie The Pentagon Wars (1998) spielte sie eine der größeren Rollen. Ebenfalls preisgekrönt wurde ihr Off-Broadway-Auftritt in Thulani Davis’ Theaterstück Everybody’s Ruby: Story Of A Murder In Florida neben Phylicia Rashad (Obie Award, 1999).

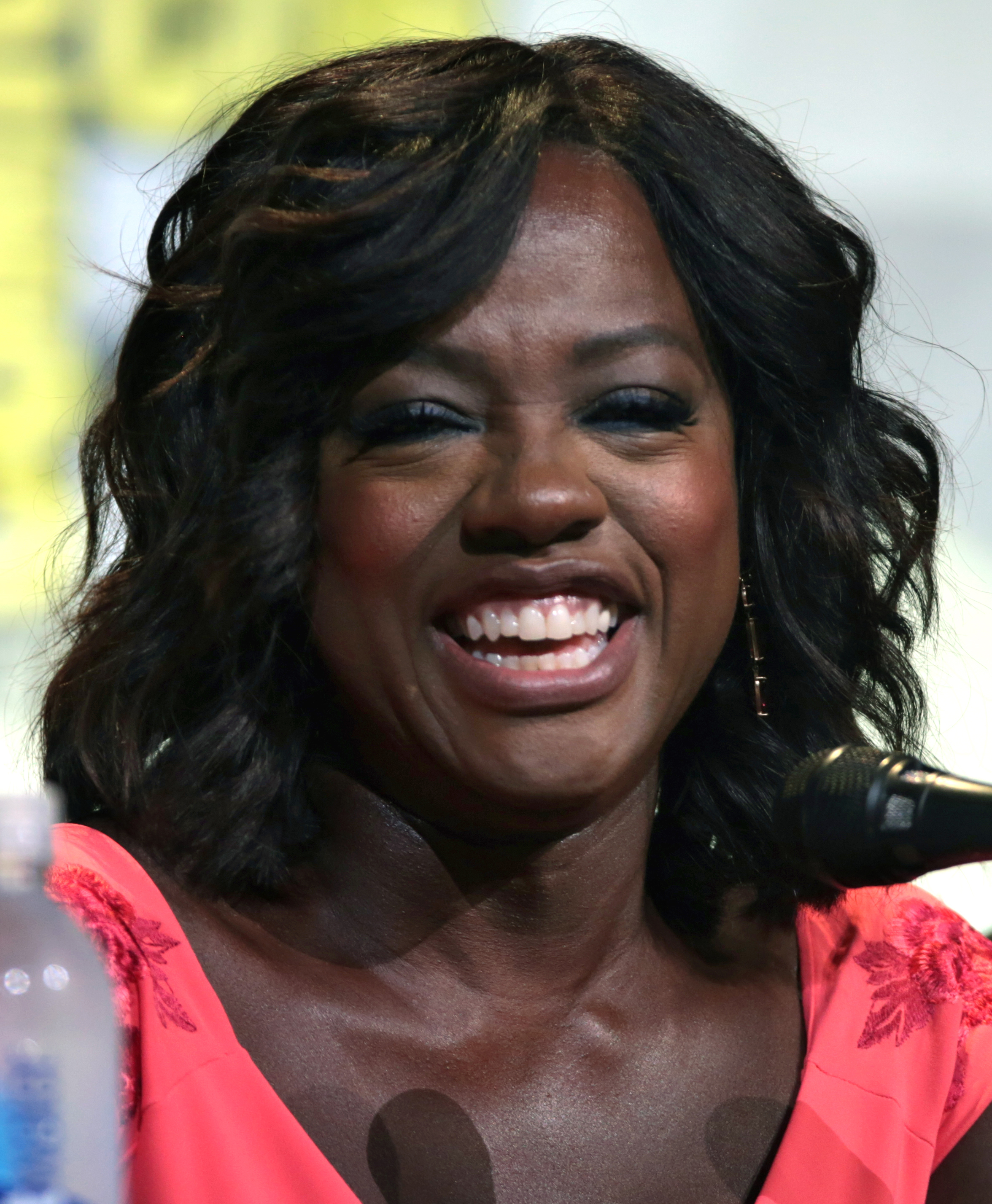
Davis bei der Comic-Con 2016

2001 erhielt Davis für die Nebenrolle der Tonya im Theaterstück King Hedley II den Tony Award. Ihre Rolle im Science-Fiction-Film Solaris (2002) von Steven Soderbergh, in dem sie an der Seite von George Clooney und Natascha McElhone in einer größeren Rolle auftrat, brachte ihr 2003 eine Nominierung für den Black Reel Award. Für ihre Rolle im Filmdrama Antwone Fisher (2002) wurde sie 2003 für den Independent Spirit Award nominiert. 2004/05 gewann sie für die Hauptrolle der Esther im Theaterstück Intimate Apparel den Drama Desk Award, Obie Award und Los Angeles Drama Critics Circle Award. Im Filmdrama The Architect (2006) übernahm sie neben Anthony LaPaglia, Isabella Rossellini und Hayden Panettiere eine der größeren Rollen. Für den Part einer verzweifelten Mutter in John Patrick Shanleys Theaterverfilmung Glaubensfrage (2008), deren Sohn angeblich von einem katholischen Priester missbraucht wurde, erhielt sie den Preis des National Board of Review und Nominierungen für den Oscar und Golden Globe. Im Film Knight and Day mit Tom Cruise und Cameron Diaz spielte sie die Rolle einer CIA-Abteilungsleiterin. Nur wenige Monate später feierte der Erfolgsfilm Eat Pray Love Premiere, in dem sie an der Seite von Julia Roberts, Javier Bardem und James Franco auftrat.
2011 spielte Davis die Hauptrolle im mehrfach oscar-nominierten Rassismusdrama The Help. Für den Part der schwarzen Haushälterin Aibileen Clark zur Zeit der Rassentrennung der 1960er wurde sie für den Oscar 2012 als Beste Hauptdarstellerin nominiert, musste sich aber Meryl Streep geschlagen geben, mit welcher Davis bereits im Film Glaubensfrage zusammen spielte. Kurze Zeit später spielte sie die gewichtige Nebenrolle der Abby Black im ebenfalls oscar-nominierten Drama Extrem laut & unglaublich nah. Im Februar 2012 bekam sie eine Hauptrolle in dem Drama Beautiful Creatures – Eine unsterbliche Liebe, das auf der gleichnamigen Buchreihe von Kami Garcia und Margaret Stohl beruht. 2015 gewann Davis für ihre Darstellung der ehrgeizigen Rechtsanwältin und Strafverteidigerin Annalise Keating in Shonda Rhimes’ Krimiserie How to Get Away with Murder als erste afroamerikanische Schauspielerin den Emmy in der Kategorie Beste Hauptdarstellerin in einer Dramaserie. In ihrer Dankesrede kritisierte sie die Rollenauswahl für afroamerikanische Schauspielerinnen.
Seit 2016 ist Davis in mehreren Verfilmungen des DC Extended Universe zu sehen, in welchen sie Amanda Waller verkörpert. Diese spielte sie bisher in den Filmen Suicide Squad (2016), The Suicide Squad (2017) und Black Adam (2022) sowie in der Fernsehserie Peacemaker (ebenfalls 2022). In der Serie Creature Commandos ist sie seit 2024 in dieser Rolle zu hören.

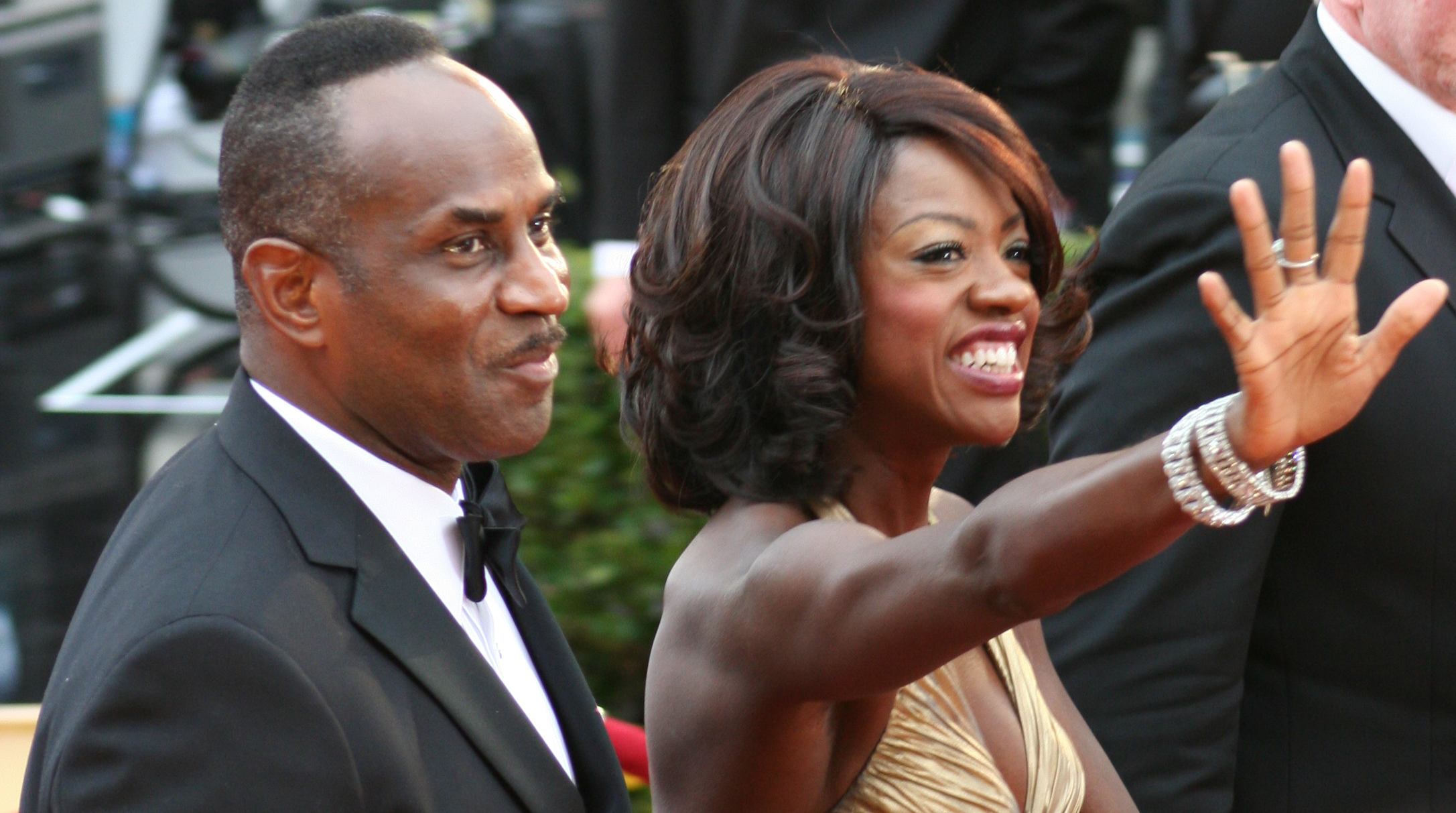
Davis gemeinsam mit Ehemann Julius Tennon bei der Oscarverleihung 2009

Obwohl als Hauptrolle angelegt, gewann Davis für ihre Leistung in Denzel Washingtons Verfilmung des Theaterstücks Fences als langmütige Ehefrau und Mutter 2017 den Oscar als Beste Nebendarstellerin. Für den Part der Rose Maxson, den sie neben Washington schon bis zur Perfektion am Broadway gespielt hatte (u. a. Tony Award als Beste Hauptdarstellerin, 2010), gewann sie mit dem Golden Globe, Critics’ Choice Movie Award, Screen Actors Guild Award sowie BAFTA Award alle bedeutenden Filmpreise der Saison.
2020 übernahm Davis in dem Netflix-Musikfilm Ma Rainey’s Black Bottom die Titelrolle der bekannten Bluessängerin Ma Rainey (1882–1939), der erneut auf einem Stück von August Wilson basiert. Allerdings übernahm den Gesang bis auf einen Song (Those Dogs of Mine) die US-amerikanische Soul-Sängerin Maxayn Lewis.  Für ihre Leistung wurde sie erneut für den Golden Globe Award und Oscar nominiert.
Im April 2022 veröffentlichte sie ihre Autobiografie mit dem Titel Finding Me. Im Februar 2023 wurde sie für die Audio-Version dieses Buches mit einem Grammy-Award ausgezeichnet. Sie zählt damit zu den Personen, die Emmy, Grammy, Oscar und Tony Award gewonnen haben.
Im Deutschen wurde sie bis 2015 abwechselnd von Sandra Schwittau und Anke Reitzenstein gesprochen; seit How to Get Away with Murder stammt ihre deutsche Stimme von Martina Treger.

## Filmografie (Auswahl)
- 1996: The Substance of Fire
- 1998: The Pentagon Wars
- 1998: Out of Sight
- 2000: City of Angels (Fernsehserie, 24 Folgen)
- 2000: Traffic – Macht des Kartells (Traffic)
- 2001: The Shrink is in – Wahnsinn auf zwei Beinen! (The Shrink Is In)
- 2001: Kate & Leopold
- 2002: Dem Himmel so fern (Far from Heaven)
- 2002: Solaris
- 2002: Antwone Fisher
- 2003–2008: Law & Order: Special Victims Unit (Fernsehserie, 7 Folgen)
- 2004: Century City (Fernsehserie, 9 Folgen)
- 2005: Jesse Stone: Eiskalt (Jesse Stone: Stone Cold)
- 2006: Jesse Stone: Knallhart (Jesse Stone: Night Passage)
- 2006: Jesse Stone: Totgeschwiegen (Jesse Stone: Death in Paradise)
- 2006: The Architect
- 2006: World Trade Center
- 2007: Disturbia
- 2007: Jesse Stone: Alte Wunden (Jesse Stone: Seachange)
- 2007: Traveler (Fernsehserie, 8 Folgen)
- 2008: Das Lächeln der Sterne (Nights in Rodanthe)
- 2008: Glaubensfrage (Doubt)
- 2008: Andromeda – Tödlicher Staub aus dem All (The Andromeda Strain)
- 2009: Gesetz der Rache (Law Abiding Citizen)
- 2009: State of Play – Stand der Dinge (State of Play)
- 2010: Taras Welten (United States of Tara, Fernsehserie, 6 Folgen)
- 2010: Knight and Day
- 2010: Eat Pray Love
- 2010: It’s Kind of a Funny Story
- 2010: Trust
- 2011: The Help
- 2011: Extrem laut & unglaublich nah (Extremely Loud & Incredibly Close)
- 2012: Um Klassen besser (Won’t Back Down)
- 2013: Beautiful Creatures – Eine unsterbliche Liebe (Beautiful Creatures)
- 2013: Prisoners
- 2013: Ender’s Game – Das große Spiel (Ender’s Game)
- 2014–2020: How to Get Away with Murder (Fernsehserie, 90 Folgen)
- 2014: Das Verschwinden der Eleanor Rigby (The Disappearance of Eleanor Rigby: Them)
- 2014: Get on Up
- 2015: Blackhat
- 2015: Lila & Eve – Blinde Rache (Lila & Eve)
- 2016: Suicide Squad
- 2016: Fences
- 2018: Scandal (Fernsehserie, Folge 7x12)
- 2018: Widows – Tödliche Witwen (Widows)
- 2019: Troop Zero
- 2020: Ma Rainey’s Black Bottom
- 2021: The Suicide Squad
- 2021: The Unforgivable
- 2022: The First Lady (Fernsehserie)
- 2022: The Woman King
- 2022: Peacemaker (Fernsehserie, 2 Episoden)
- 2022: Black Adam
- 2023: Air: Der große Wurf (Air)
- 2023: Die Tribute von Panem – The Ballad of Songbirds and Snakes (The Hunger Games: The Ballad of Songbirds and Snakes)
- 2024: Kung Fu Panda 4
- seit 2024: Creature Commandos (Fernsehserie, Stimme)
- 2025: G20 (auch Produktion)

## Theaterrollen (Auswahl)
| Jahr | Theaterstück     | Rolle                            | Bühne (falls nicht anders angegeben New York City) | Anmerkung    |
| ---- | ---------------- | -------------------------------- | -------------------------------------------------- | ------------ |
| 1992 | As You Like It   | Denise                           | Delacorte Theater                                  | Off-Broadway |
| 1996 | Seven Guitars    | Vera                             | Walter Kerr Theatre                                | Broadway     |
| 1997 | God’s Heart      | Eleanor                          | Mitzi E. Newhouse Theater                          | Off-Broadway |
| 1998 | Pericles         | 2nd Fisherman / Lychorida / Bawd | Joseph Papp Public Theater / Martinson Hall        | Off-Broadway |
| 1999 | Everybody’s Ruby | Ruby McCollum                    | Joseph Papp Public Theater / Anspacher Theater     | Off-Broadway |
| 2001 | King Hedley II   | Tonya                            | Virginia Theatre                                   | Broadway     |
| 2004 | Intimate Apparel | Esther                           | Laura Pels Theatre                                 | Off-Broadway |
| 2010 | Fences           | Rose                             | Cort Theatre                                       | Broadway     |

## Auszeichnungen (Auswahl)
Für ihre Arbeit im Theater, Film und Fernsehen wurden Davis bislang über 100 Auszeichnungen zuerkannt und sie wurde für mehr als 140 weitere nominiert, überwiegend für Film- und Fernsehproduktionen. Sie ist eine der wenigen Künstlerinnen, die mit dem Gewinn des Oscars, Emmys und Tony Awards alle wichtigen Darstellerpreise in der amerikanischen Unterhaltungsindustrie erhalten haben. Seit dem Gewinn eines Grammys im Jahr 2023 steht Davis auch auf der exklusiven Liste der EGOT-Gewinner.

### Film und Fernsehen
Oscar
- 2009: Nominierung – Beste Nebendarstellerin (Glaubensfrage)
- 2012: Nominierung – Beste Hauptdarstellerin (The Help)
- 2017: Beste Nebendarstellerin (Fences)
- 2021: Nominierung – Beste Hauptdarstellerin (Ma Rainey’s Black Bottom)

Primetime Emmy Award
- 2015: Beste Hauptdarstellerin, Dramaserie (How to Get Away with Murder)
- 2016: Nominierung – Beste Hauptdarstellerin, Dramaserie (How to Get Away with Murder)
- 2017: Nominierung – Beste Hauptdarstellerin, Dramaserie (How to Get Away with Murder)
- 2018: Nominierung – Beste Gastdarstellerin, Dramaserie (Scandal)

Golden Globe Award
- 2009: Nominierung – Beste Nebendarstellerin (Glaubensfrage)
- 2012: Nominierung – Beste Hauptdarstellerin, Drama (The Help)
- 2015: Nominierung – Beste Serien-Hauptdarstellerin, Drama (How to Get Away with Murder)
- 2016: Nominierung – Beste Serien-Hauptdarstellerin, Drama (How to Get Away with Murder)
- 2017: Beste Nebendarstellerin (Fences)
- 2021: Nominierung – Beste Hauptdarstellerin, Drama (Ma Rainey’s Black Bottom)
- 2023: Nominierung – Beste Hauptdarstellerin, Drama (The Woman King)
- 2025: Cecil B. DeMille Award

British Academy Film Award
- 2012: Nominierung – Beste Hauptdarstellerin (The Help)
- 2017: Beste Nebendarstellerin (Fences)
- 2019: Nominierung – Beste Hauptdarstellerin (Widows – Tödliche Witwen)

Screen Actors Guild Award
- 2009: Nominierung – Beste Nebendarstellerin (Glaubensfrage)
- 2009: Nominierung – Bestes Schauspielensemble (Glaubensfrage)
- 2012: Beste Hauptdarstellerin (The Help)
- 2012: Bestes Schauspielensemble (The Help)
- 2015: Beste Seriendarstellerin, Drama (How to Get Away with Murder)
- 2016: Beste Seriendarstellerin, Drama (How to Get Away with Murder)
- 2017: Beste Nebendarstellerin (Fences)
- 2017: Nominierung – Bestes Schauspielensemble (Fences)

### Theater
- Tony Award
  - 1996: Nominierung – Beste Nebendarstellerin (Seven Guitars)
  - 2001: Beste Nebendarstellerin (King Hedley II)
  - 2010: Beste Hauptdarstellerin (Fences)
- Drama Desk Award
  - 1996: Nominierung – Beste Nebendarstellerin, Theaterstück (Seven Guitars)
  - 1999: Nominierung – Beste Nebendarstellerin, Theaterstück (Everybody’s Ruby)
  - 2001: Beste Nebendarstellerin, Theaterstück (King Hedley II)
  - 2004: Beste Hauptdarstellerin, Theaterstück (Intimate Apparel)
  - 2010: Beste Nebendarstellerin, Theaterstück (Fences)
- Obie Award
  - 1999: Beste darstellerische Leistung (Everybody’s Ruby)
  - 2004: Beste darstellerische Leistung (Intimate Apparel)
- Theatre World Award
  - 1996: Beste darstellerische Leistung (Seven Guitars)

## Werke
- Finding Me. HarperOne, 2022, ISBN 978-0-06-303732-8.